# De slaap van de rede brengt monsters voort
De slaap van de rede brengt monsters voort  (Spaans: El sueño de la razón produce monstruos) is een ets/aquatint gemaakt door de Spaanse schilder en etser Francisco de Goya. Hij produceerde het werk tussen 1797 en 1799.
De ets is plaat 43 uit de 80 platen tellende Los Caprichos-reeks, en was oorspronkelijk bedoeld als de frontispice. Het is de bekendste plaat uit de reeks.
De ets beeldt Francisco de Goya zelf uit, die zijn hoofd begraaft in zijn armen terwijl uilen en vleermuizen hem omringen en aan lijken te vallen. De uilen staan symbool voor wijsheid en de vleermuizen staan symbool voor onwetendheid. De afbeelding toont mogelijk wat er kan gebeuren als rede wordt onderdrukt.

## Schetsen

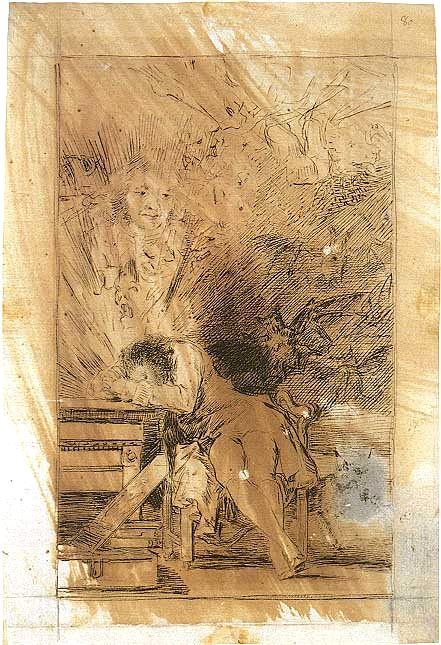
1797
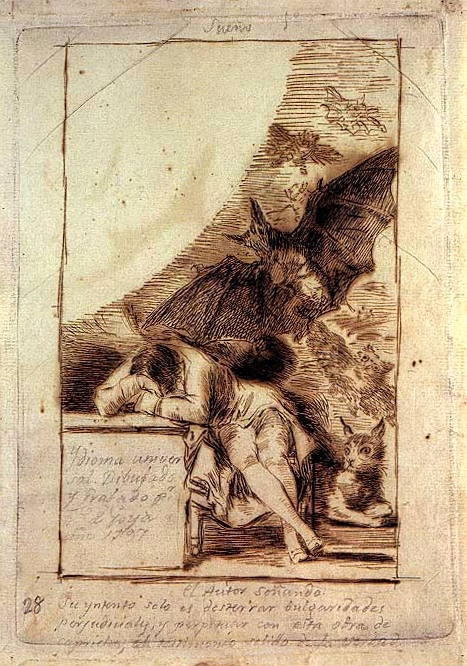
1797